# Claus Spahn
Claus Spahn (Bottrop, 15 maggio 1940) è un conduttore televisivo, produttore cinematografico, redattore della radio televisione tedesca di Colonia (WDR) ed autore tedesco.
Nell'anno 2001 gli fu conferita la Croce al merito della repubblica federale tedesca.

## Biografia
Spahn studiò storia del teatro, lingua tedesca (Germanistik), filosofia e storia dell'arte all'Università di Colonia. Si laureò (Dr. Phil.) nel 1969 con la dissertazione La storia del teatro nella regione del Ruhr fino al 1933. Dal 1969 al 2005 era redattore televisivo per il canale televisivo tedesco Westdeutsches Fernsehen. Produsse diverse serie televisive, portraits e documentazioni sulla politica culturale.
A livello nazionale ed internazionale fu apprezzato per le sue trasmissioni del gioco dello scacco. Dal 1983 al 2005 presentò la trasmissione annuale in diretta Schach der Großmeister (Scacco dei gran maestri), nella quale, tra altri, concorrevano Garri Kasparov, Anatolij Karpov, Viswanathan Anand e Vladimir Kramnik  per la vincita di un premio televisivo.
Grazie alla sua iniziativa e sotto la sua direzione il “Westdeutsches Fernsehen” trasmesse regolarmente cronache sui Torneo di scacchi di Dortmund.

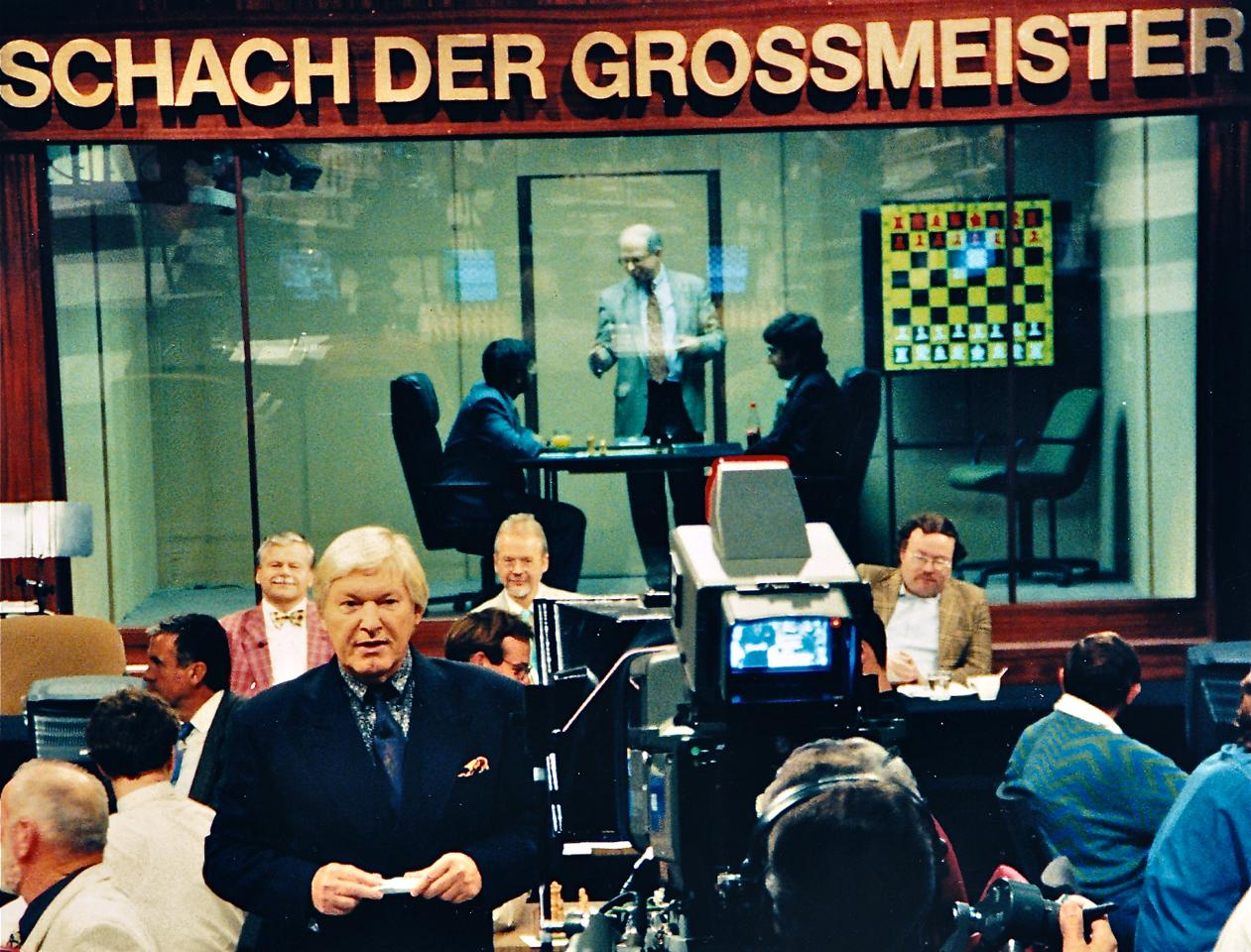
Claus Spahn presentò nel 1996 la trasmissione televisiva Scacco dei campioni con Viswanathan Anand e Wladimir Krammik, Foto WDR.

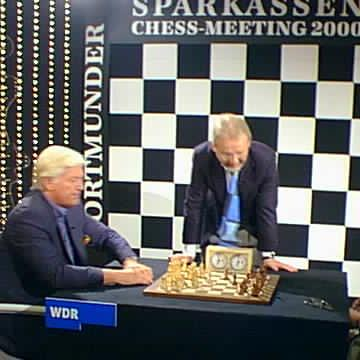
Claus Spahn durante i giorni dello scacco a Dortmund 2000

## Serie e film
Spahn scrisse e produsse, tra altro, le serie televisive “Keine Angst vorm Fliegen” e “Der Elternführerschein“. In collaborazione con Lida Winiewicz scrisse la serie a 12 puntate „Wenn die Liebe hinfällt“,  con – tra altri – Ruth-Maria Kubitschek, Brigitte Mira e Dirk Dautzenberg. Per la trasmissione “Niemand soll der Nächste sein” fu onorato con la medaglia dell'organizzazione tedesca per l'aiuto del cancro.
Nel 1979 Spahn ricevette il premio “Deutscher Industriefilmpreis”  -  per la documentazione televisiva a puntate“Computer können nicht vergessen”  sul “Bundesdatenschutzgesetzt”  (regolamento nazionale per la protezione dei dati).
Con Keine Angst vorm Fliegen fondò in Germania, assieme a Rainer Pieritz, i seminari contro la paura del volo. Ancora con Pieritz pubblicò il libro sulla serie televisiva Wenn die Liebe hinfällt col il titolo “Partnerschaftskurs” nel “Mosaikverlag”. Nella serie televisiva Endlich 18 und was nun? con Thomas Gottschalk - che Spahn scrisse con Hansjörg Martin per il “Westdeutsches Fernsehen” - Dietmar Bär ebbe la sua prima apparizione televisiva.
Come autore e regista, Spahn produce due imposanti portraits: Uno su Carl Djerassi, (chimico, autore, collettore d'arte e “padre della pillola contraccettiva”) ed uno su Otto Erich Deutsch “Deutschverzeichnis” (un esperto del componista tedesco Schubert).

## Premi, riconoscimenti ed onorificenze
Nell'anno 1992 Spahn ricevette l’Ehrenteller des Deutschen Schachbundes (il piatto d'onore dell'organizzazione dello scacco tedesca).  Due volte (1983 e 2001) ricevette, per il suo impegno nello sport dello scacco, il Deutscher Schachpreis des Deutschen Schachbundes (premio dello scacco). Ricevette inoltre la medaglia dell'unione Europea dello scacco (ECU), ed il Gold Merit Award  dell'Federazione Internazionale degli Scacchi (FIDE) nel 2002. Nel 2001 il Presidente Federale Johannes Rau gli conferisce il Bundesverdienstkreuz  (croce al merito della repubblica federale tedesca) come riconoscimento per suoi molti anni di notevoli servizi giornalistici e editoriali.